# Église Saint-Martin de Strasbourg (XIIe siècle)
Ne doit pas être confondu avec Église Saint-Martin de Strasbourg.
L’église Saint-Martin est une église disparue autrefois située à l’emplacement de la place Gutenberg à Strasbourg, dans le Bas-Rhin. Construite au XIIe siècle, elle est en grande partie, voire totalement, reconstruite vers 1372 avant d’être rasée en 1529 pour agrandir la place.

## Historique
D’après la légende, l’église est fondée en 513 par Clotilde, reine des Francs. Aucun élément n’a toutefois été trouvé accréditant ce récit : la première mention de l’édifice date au plus tôt de 1129, ce qui correspond approximativement à la datation des éléments découverts par l’archéologie, pointant vers la deuxième moitié du XIIe siècle. Vers le milieu du XIIIe siècle il est question d’agrandir l’église et une chapelle est construite dans le cimetière en 1260. Les projets d’agrandissement n’ont peut-être pas été menés à terme, ou bien ils se sont révélés insuffisants, car l’église est en grande partie ou totalement détruite vers 1372 afin d’être reconstruite en plus grand. Cette transformation s’inscrit dans un mouvement plus large de renouvellement des églises strasbourgeoises, Saint-Pierre-le-Vieux et Saint-Nicolas étant également reconstruites à la même époque.
À partir de 1526, le Magistrat envisage de démolir l’église afin de permettre l’agrandissement de la place Saint-Martin et de la Pfalz. La destruction est finalement effectuée pendant l’hiver 1529. Les travaux de creusement du parking souterrain de la place Gutenberg en 1974 ont permis de mettre au jour les fondations et de réaliser des observations archéologiques. Le manque de coopération des autorités locales et la volonté de réaliser les travaux le plus rapidement possible ont toutefois empêché la réalisation de fouilles approfondies, certaines parties du site ayant par ailleurs été détruites avant même l’intervention des archéologues.

## Architecture
L’apparence de l’édifice du XIIe siècle est presque totalement inconnue. L’église de 1372 est en revanche un peu mieux connue, grâce aux sources plus nombreuses ainsi qu’au résultat des observations archéologiques. Celle-ci disposait de deux tours jumelles disposées de part et d’autre du chœur ou de la façade occidentale, cette dernière hypothèse étant plus probable. La nef, large d’environ 24 m, était précédée d’un narthex de trois travées et était probablement charpentée ou lambrissée en raison de l’absence de tout contrefort le long de ses murs. À l’inverse le chœur et les deux chapelles qui le flanquaient étaient voûtés.